# Smeringocera
Smeringocera is een geslacht van kevers uit de familie van de loopkevers (Carabidae). De wetenschappelijke naam van het geslacht is voor het eerst geldig gepubliceerd in 1862 door Chaudoir.

## Soorten
Het geslacht Smeringocera omvat de volgende soorten:
- Smeringocera baenningeri Liebke, 1929
- Smeringocera convexa Mateu, 1966
- Smeringocera gestroi Alluaud, 1914
- Smeringocera lineola (Dejean, 1831)
- Smeringocera mashuna (Peringuey, 1896)
- Smeringocera nigeriana Liebke, 1938